# Championnat de Grèce de football 1962-1963
Navigation
Saison précédente Saison suivante
La saison 1962-1963 du Championnat de Grèce de football était la 15e édition de la première division grecque et la quatrième à se dérouler sous la forme d'une poule unique. En effet, depuis 1928 et la création d'un championnat national, le Championnat Panhellénique, la compétition comportait une première phase avec des championnats régionaux puis une poule finale regroupant les meilleures équipes de chaque région.
Lors de cette saison, le Panathinaikos a tenté de conserver son titre de champion de Grèce, qu'il détient depuis trois saisons, face aux quinze meilleurs clubs grecs lors d'une série de matchs se déroulant sur toute l'année. Les seize clubs participants au championnat ont été confrontés à deux reprises aux quinze autres.
À l'issue de la saison, c'est finalement l'AEK Athènes qui termine en tête du championnat et obtient son 3e titre de champion de Grèce.

## Qualifications en Coupe d'Europe
À l'issue de la saison, le club champion se qualifie pour la Coupe d'Europe des clubs champions 1963-64. Le vainqueur de la Coupe de Grèce est quant à lui qualifié pour la Coupe d'Europe des vainqueurs de coupe 1963-64.

## Les 16 clubs participants
| Club                  | Classement 1961-62 | Stade                         | Capacité | Ville         |
| --------------------- | ------------------ | ----------------------------- | -------- | ------------- |
| AEK Athènes           | 4                  | Stade Olympique               | 71 030   | Athènes       |
| Apollon Smyrnis       | 3                  | Stade Georgios Kamaras        | 14 200   | Athènes       |
| Apollon Kalamarias    | 12                 | Stade Apollon                 | 7 000    | Kalamaria     |
| Aris Salonique        | 13                 | Harilaou Stadion              | 18 308   | Salonique     |
| Egaleo                | 14                 | Stade Stavro Mavrothalassitis | 8 217    | Egaleo        |
| Ethnikos Piraeus      | 7                  | Elliniko Stadium              | 10 800   | Le Pirée      |
| Fostiras FC           | 9                  | Stade de Tavros               | 14 200   | Tavros        |
| Iraklis Thessalonique | 8                  | Stade Kaftantzoglio           | 28 000   | Thessalonique |
| Niki Volos            | 11                 | Stade Pantelis Magoulas       | 22 700   | Volos         |
| Olympiakos Le Pirée   | 2                  | Stade Karaiskaki              | 33 334   | Le Pirée      |
| Panathinaikos         | 1                  | Stade Olympique               | 71 030   | Athènes       |
| Panegialios           | Beta Ethniki       | Aigio Stadium                 | -        | Aigion        |
| Panionios             | 5                  | Stade Nea Smyrnis             | 11 700   | Athènes       |
| PAOK Salonique        | 6                  | Stade de Toúmba               | 28 701   | Thessalonique |
| Pierikos              | Beta Ethniki       | Stade municipal               | 4 200    | Katerini      |
| Proodeftiki           | 10                 | Stade Nikaias                 | 4 361    | Korydallos    |

## Compétition

### Classement
Le classement est établi sur le barème de points suivant :
- Victoire : 3 points
- Match nul : 2 points
- Défaite : 1 point
- Forfait ou abandon du match : 0 point

Pour départager les égalités, les équipes jouent une (ou plusieurs si elles sont plus de 2) rencontres d'appui sur terrain neutre. En cas de match nul, c'est l'équipe qui a la meilleure différence de buts au classement général qui est déclarée vainqueur. 
| Rang | Équipe             | Pts | J  | G  | N  | P  | Bp | Bc | Diff |
| ---- | ------------------ | --- | -- | -- | -- | -- | -- | -- | ---- |
| 1    | AEK Athènes        | 77  | 30 | 20 | 7  | 3  | 66 | 21 | +45  |
| 2    | Panathinaikos (T)  | 77  | 30 | 19 | 9  | 2  | 75 | 28 | +47  |
| 3    | Olympiakos (C)     | 75  | 30 | 19 | 7  | 4  | 62 | 39 | +23  |
| 4    | PAOK Salonique     | 64  | 30 | 13 | 8  | 9  | 44 | 34 | +10  |
| 5    | Ethnikos Piraeus   | 63  | 30 | 12 | 9  | 9  | 47 | 41 | +6   |
| 6    | Iraklis Salonique  | 62  | 30 | 11 | 10 | 9  | 35 | 38 | -3   |
| 7    | Panionios          | 61  | 30 | 10 | 11 | 9  | 33 | 38 | -5   |
| 8    | Apollon Smyrnis    | 58  | 30 | 8  | 12 | 10 | 35 | 34 | +1   |
| 9    | Pierikos (P)       | 55  | 30 | 9  | 7  | 14 | 36 | 37 | -1   |
| 10   | Egaleo -1          | 55  | 30 | 10 | 6  | 14 | 27 | 44 | -17  |
| 11   | Niki Volos         | 54  | 30 | 8  | 8  | 14 | 24 | 39 | -15  |
| 12   | Apollon Kalamarias | 53  | 30 | 6  | 11 | 13 | 18 | 32 | -14  |
| 13   | Panegialios (P)    | 53  | 30 | 8  | 7  | 15 | 25 | 37 | -12  |
| 14   | Aris Salonique     | 53  | 30 | 9  | 5  | 16 | 22 | 44 | -22  |
| 15   | AO Proodeftiki     | 53  | 30 | 7  | 9  | 14 | 26 | 43 | -17  |
| 16   | Fostiras FC        | 46  | 30 | 6  | 4  | 20 | 27 | 53 | -26  |

| Légende : Qualifications et relégations | Légende : Qualifications et relégations                      |
| --------------------------------------- | ------------------------------------------------------------ |
|                                         | Coupe d'Europe des Clubs champions 1963-1964                 |
|                                         | Coupe d'Europe des vainqueurs de coupe 1963-1964             |
|                                         | Coupe d'Europe des villes de foires 1963-1964                |
|                                         | Relégation en Beta Ethniki                                   |
|                                         | (T) : Tenant du titre 1961-1962 (P) : Promus de Beta Ethniki |

- Egaleo a reçu une pénalité d'un point.

### Matchs
| Résultats (▼dom., ►ext.)                                   | AEK | ApS | ApK | Ari | Ega | Eth | Fos | Ira | NVo | Oly | Pan | Png | Pnn | PAO | Pie | Pro |
| AEK Athènes                                                |     | 4-3 | 1-0 | 3-1 | 7-2 | 4-0 | 3-1 | 5-0 | 2-0 | 2-2 | 0-2 | 2-1 | 3-0 | 5-1 | 3-1 | 0-0 |
| Apollon Smyrnis                                            | 0-0 |     | 1-0 | 3-0 | 0-1 | 2-2 | 2-1 | 0-0 | 2-0 | 2-3 | 0-1 | 0-0 | 1-1 | 1-0 | 1-1 | 2-0 |
| Apollon Kalamarias                                         | 0-3 | 2-2 |     | 1-0 | 0-1 | 0-0 | 4-1 | 0-0 | 0-1 | 1-0 | 0-0 | 0-0 | 1-0 | 0-0 | 2-1 | 0-1 |
| Aris Salonique                                             | 0-1 | 1-0 | 2-1 |     | 1-0 | 2-1 | 3-1 | 1-1 | 2-1 | 0-1 | 1-2 | 3-2 | 1-0 | 0-3 | 0-0 | 0-0 |
| Egaleo                                                     | 0-3 | 1-3 | 0-0 | 1-0 |     | 0-3 | 1-0 | 2-0 | 1-0 | 2-2 | 0-5 | 2-0 | 0-2 | 1-3 | 2-0 | 1-1 |
| Ethnikos Piraeus                                           | 1-0 | 1-1 | 2-0 | 2-0 | 2-1 |     | 1-0 | 3-2 | 1-1 | 1-1 | 4-2 | 1-2 | 1-1 | 1-1 | 1-1 | 3-3 |
| Fostiras FC                                                | 1-3 | 0-0 | 0-0 | 1-0 | 1-1 | 2-0 |     | 0-1 | 3-1 | 0-1 | 3-4 | 0-1 | 0-0 | 0-2 | 0-3 | 2-0 |
| Iraklis Thessalonique                                      | 0-0 | 1-1 | 2-3 | 2-1 | 1-0 | 2-0 | 2-1 |     | 1-0 | 1-2 | 0-0 | 3-1 | 1-1 | 3-0 | 2-1 | 3-0 |
| Niki Volos                                                 | 0-0 | 1-2 | 2-2 | 0-1 | 0-1 | 1-0 | 1-0 | 2-0 |     | 0-3 | 2-2 | 2-1 | 1-0 | 0-0 | 1-1 | 2-2 |
| Olympiakos                                                 | 1-3 | 2-1 | 0-0 | 3-1 | 3-1 | 2-1 | 4-3 | 2-2 | 4-1 |     | 3-2 | 1-0 | 4-1 | 3-2 | 2-1 | 5-2 |
| Panathinaikos                                              | 1-1 | 2-2 | 6-1 | 4-0 | 1-1 | 2-0 | 6-0 | 4-0 | 5-0 | 2-0 |     | 2-1 | 3-2 | 2-1 | 3-0 | 3-0 |
| Panegialios                                                | 0-2 | 2-1 | 0-0 | 2-0 | 1-0 | 0-3 | 1-2 | 0-0 | 1-2 | 1-0 | 1-2 |     | 1-1 | 1-1 | 2-1 | 1-0 |
| Panionios                                                  | 2-1 | 2-1 | 1-0 | 0-0 | 1-1 | 1-4 | 2-1 | 2-1 | 1-0 | 1-1 | 4-4 | 0-0 |     | 3-2 | 2-1 | 0-2 |
| PAOK Salonique                                             | 0-3 | 2-0 | 1-0 | 3-0 | 2-0 | 3-2 | 2-0 | 4-1 | 0-2 | 2-2 | 1-1 | 2-1 | 1-1 |     | 2-0 | 3-0 |
| Pierikos                                                   | 1-1 | 0-0 | 3-0 | 4-0 | 2-1 | 2-3 | 2-0 | 2-3 | 1-0 | 1-2 | 0-0 | 3-1 | 0-1 | 1-0 |     | 2-1 |
| Proodeftiki                                                | 0-1 | 3-1 | 1-0 | 1-1 | 0-2 | 2-3 | 2-3 | 0-0 | 0-0 | 2-3 | 0-2 | 1-0 | 1-0 | 0-0 | 1-0 |     |
| - Victoire à domicile - Match nul - Victoire à l'extérieur |     |     |     |     |     |     |     |     |     |     |     |     |     |     |     |     |

### Matchs de barrages

#### Pour le titre
| Équipe 1    | Résultat | Équipe 2      |
| ----------- | -------- | ------------- |
| AEK Athènes | 3-3      | Panathinaikos |

L'AEK Athènes gagne le titre grâce à une meilleure différence de buts

#### Pour la9eplace
| Équipe 1 | Résultat | Équipe 2 |
| -------- | -------- | -------- |
| Pierikos | 3-1      | Egaleo   |

#### Pour la12eplace
|  |    | Tournoi pour la 12e place | Pt | J | G | N | D | B.p | B.c |
|  | -- | ------------------------- | -- | - | - | - | - | --- | --- |
|  | 1. | Apollon Kalamarias        | 7  | 3 | 1 | 2 | 0 | 5   | 3   |
|  | 2. | Panegialios               | 7  | 3 | 1 | 2 | 0 | 2   | 1   |
|  | 3. | Aris Salonique            | 6  | 3 | 1 | 1 | 1 | 4   | 4   |
|  | 4. | AO Proodeftiki            | 4  | 3 | 0 | 1 | 2 | 2   | 5   |

| Résultats des matchs |       |                |
| Aris Salonique       | 3 - 1 | AO Proodeftiki |
| Apollon Kalamarias   | 1 - 1 | Panegialios    |
| Panegialios          | 0 - 0 | Aris Salonique |
| Apollon Kalamarias   | 1 - 1 | AO Proodeftiki |
| Panegialios          | 1 - 0 | AO Proodeftiki |
| Apollon Kalamarias   | 3 - 1 | Aris Salonique |

## Bilan de la saison
| Tableau d'Honneur                |             |
| Compétition                      | Vainqueur   |
| Championnat de Grèce de football | AEK Athènes |
| Coupe de Grèce de football       | Olympiakos  |

| Qualifications européennes 1963-1964             |                     |
| Coupe d'Europe des Clubs champions 1963-1964     | Qualifié            |
| 1er tour                                         | AEK Athènes         |
| Coupe d'Europe des vainqueurs de Coupe 1963-1964 | Qualifié            |
| 1er tour                                         | Olympiakos Le Pirée |
| Coupe d'Europe des villes de foires 1963-1964    | Qualifié            |
| 1er tour                                         | Iraklis Salonique   |

| Promotions et relégations |                                 |
| Relégués en Beta Ethniki  | AO Proodeftiki Fostiras FC      |
| Promus de Beta Ethniki    | Doxa Drama Olympiakos Chalkidas |

## Statistiques

### Meilleurs buteurs
| # | Buteurs               | Clubs            | Nb de Buts |
| - | --------------------- | ---------------- | ---------- |
| 1 | Kostas Nestoridis     | AEK Athènes      | 23         |
| 2 | Vangelis Panakis      | Panathinaikos    | 21         |
| 3 | George Sideris        | Olympiakos       | 18         |
| 4 | Dimitrios Papaioannou | AEK Athènes      | 17         |
| 5 | Andreas Papaemannouil | Panathinaikos    | 15         |
| 6 | Andreas Antonatos     | Ethnikos Piraeus | 14         |
| 6 | Stelios Psichos       | Olympiakos       | 14         |